# Gyrtona nama
Gyrtona nama là một loài bướm đêm trong họ Noctuidae.